# Чорнобильський полк
Чорнобильський полк — адміністративно-територіальна та військова одиниця Війська Запорозького зі столицею в Чорнобилі. Полк був заснований в 1648 році. 1649 року полком керував М. Панькевич, який загинув у липні того ж року поблизу Лоєва. У 1651 році полковником чорнобильського полку був Гаркуша.

## Історія
Чорнобильський полк був створений у період Хмельниччини у 1648 році на основі Чорнобильської сотні Київського полку. До його складу входили Чорнобиль та навколишня округа, сотні полку поповнювалися за рахунок покозачених селян. Був ліквідований Зборівською угодою. Знову відновлений 1651 року, але проіснував недовго — того ж 1651 року за Білоцерківською угодою полк було ліквідовано.

## Відомості
Відомо, що в 1649 році 2 тисячі козаків чорнобильського полку М. Панькевича, разом із 10 тисячами козаків київського полку, 3500 козаків овруцького полку Івана Бруяки, а також двохтисячним загоном козаків Григорія Голоти, йшли на допомогу загонам Пободайло і Гаркуші, які в Білорусі стримували наступ військ Радзивілла на Київ, керував козацьким військом київський полковник Михайло Кричевський.